# 恵山道立自然公園
恵山道立自然公園（えさんどうりつしぜんこうえん）は、北海道函館市（旧戸井町・恵山町・椴法華村・南茅部町）、亀田郡七飯町、茅部郡鹿部町にある自然公園（都道府県立自然公園）。

## 概要
公園区域は恵山周辺の恵山地域、柱状節理や海食崖・奇岩が連続している海岸地域、南茅部地区の川汲川、大船川沿いの森林地域、2007年（平成19年）に編入した横津岳・袴腰岳周辺の横津岳地域からなる。

## 自然
恵山は618 mの低標高にもかかわらずガンコウラン、イソツツジ、ミネズオウなどの高山植物が生育し、火山噴出物や複数の噴気孔を見ることができる火口原を有している。また、恵山の南東部斜面にはヤマツツジ、サラサドウダン、ムラサキヤオシなどのツツジ類が自生している。戸井地区にある武井の島はカモメの生息地になっている。

## 景勝地
- 汐首岬
- 武井の島
- 日浦岬
- 恵山
- 恵山岬

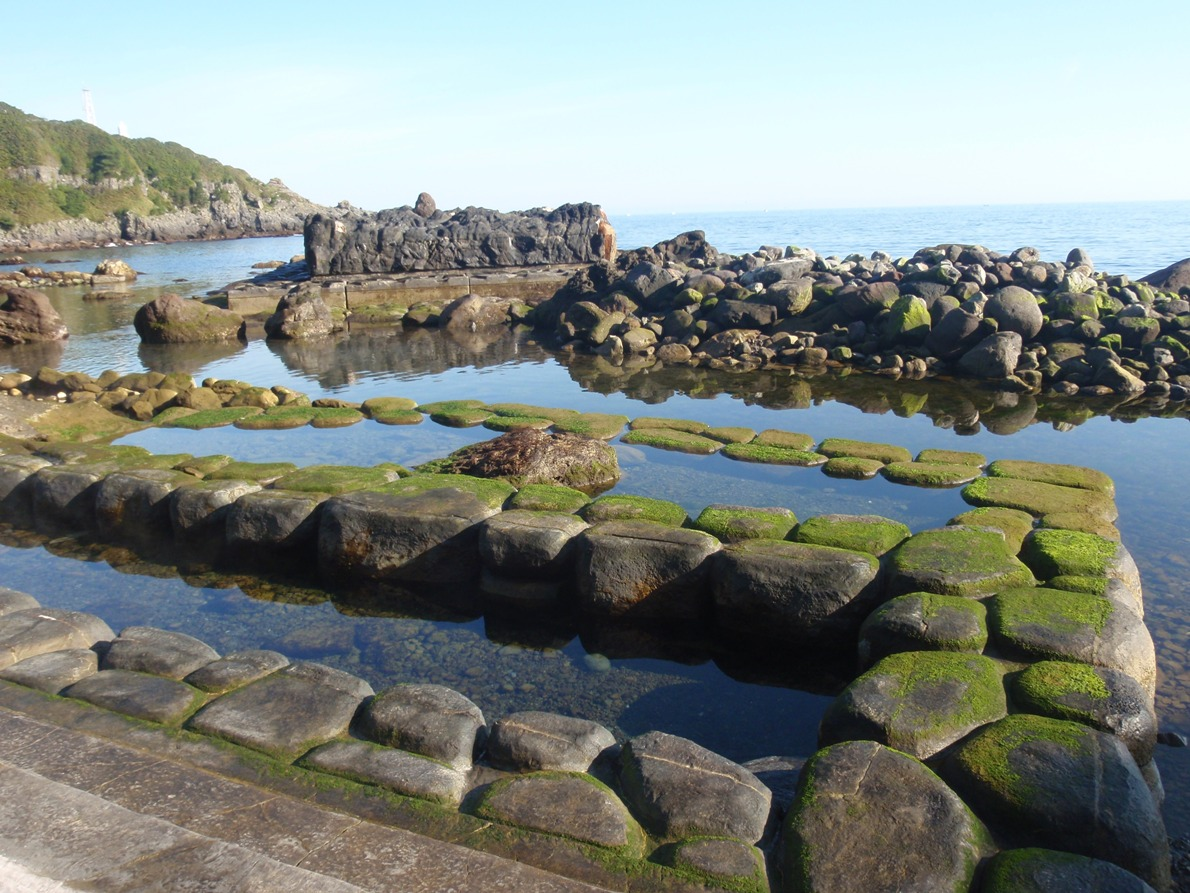
水無海浜温泉
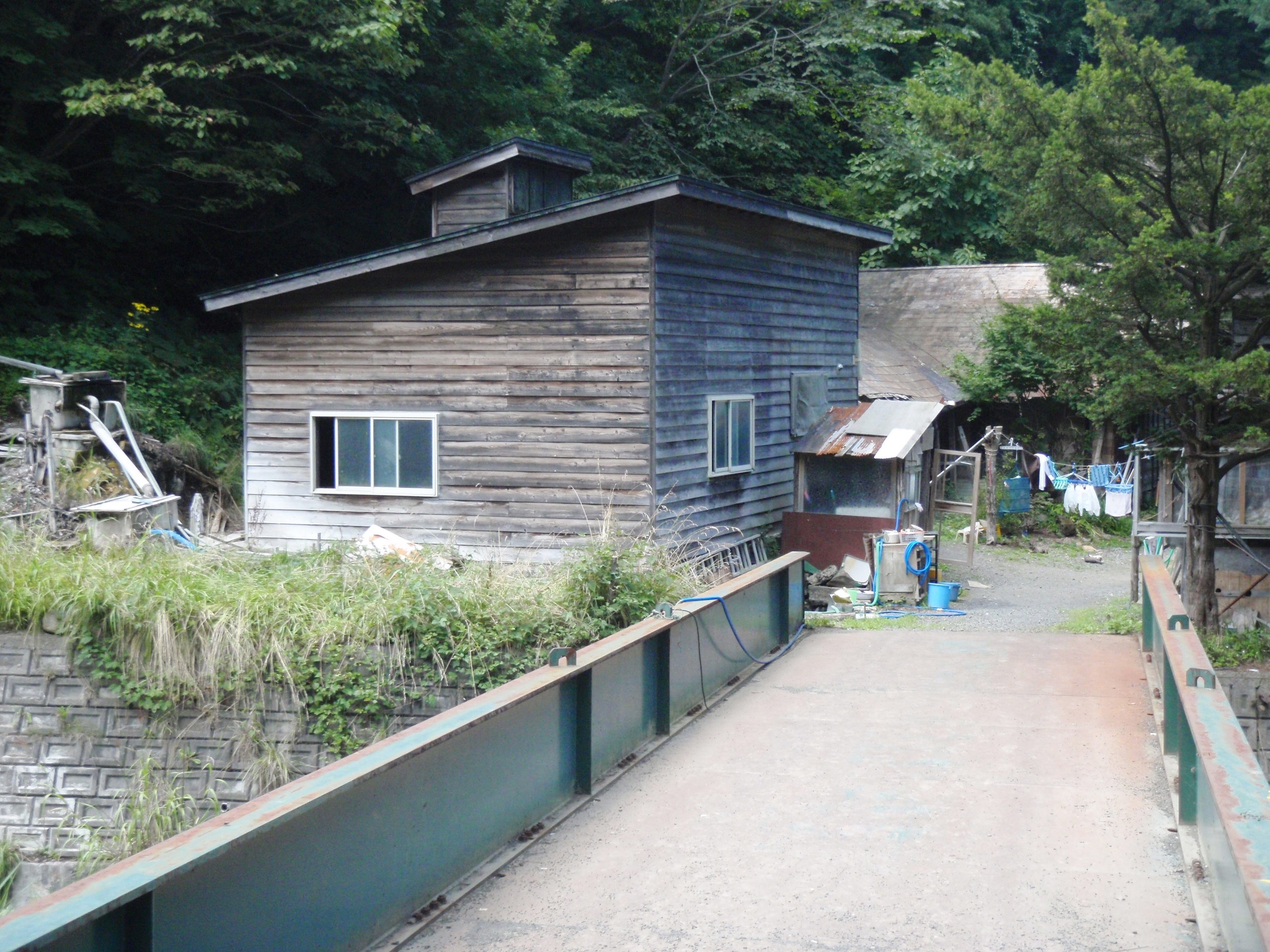
大船温泉（下の湯）
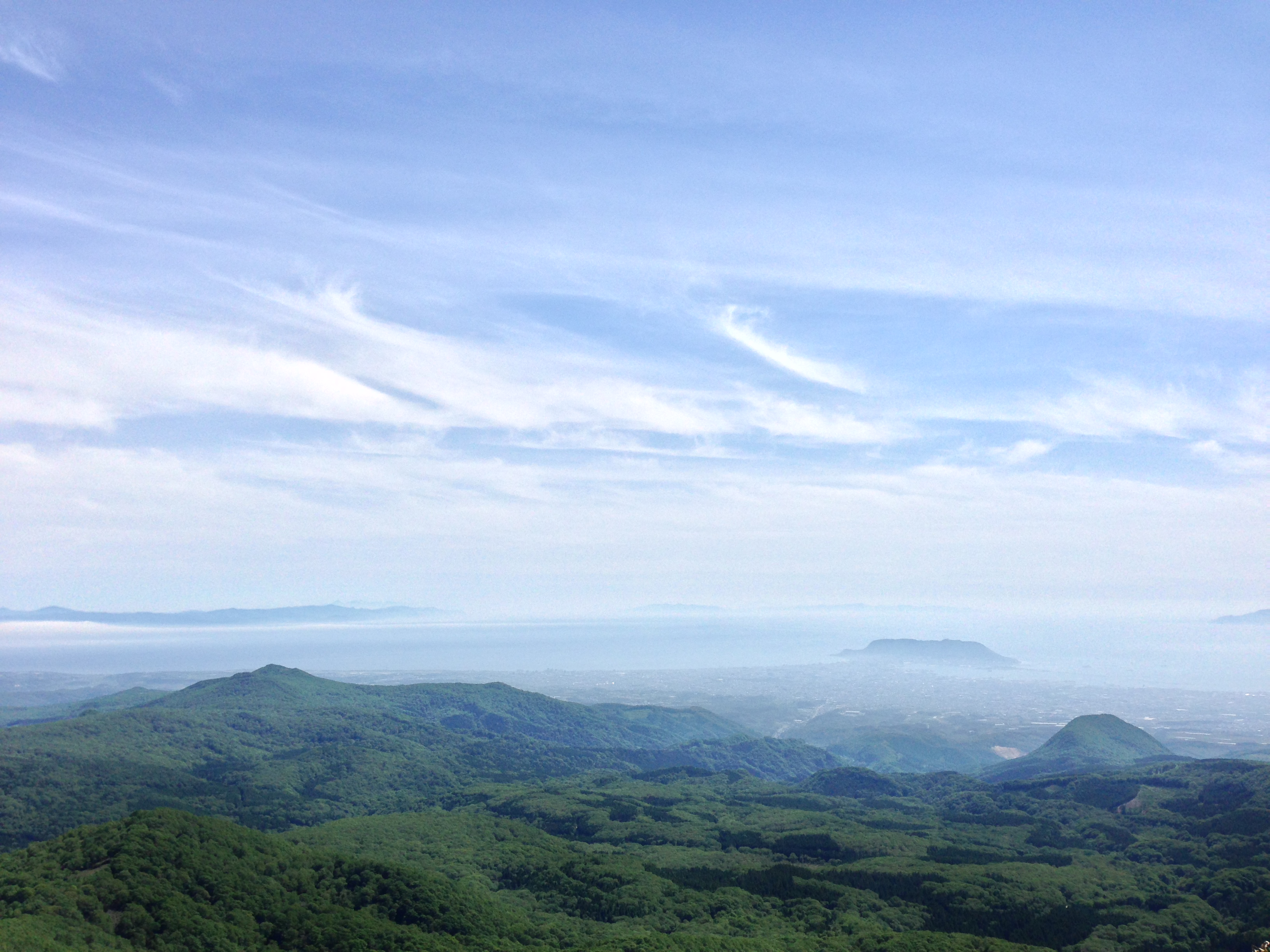
袴腰岳から眺めた函館市街

- 川汲温泉
- 川汲公園
- 大船温泉
- 袴腰岳
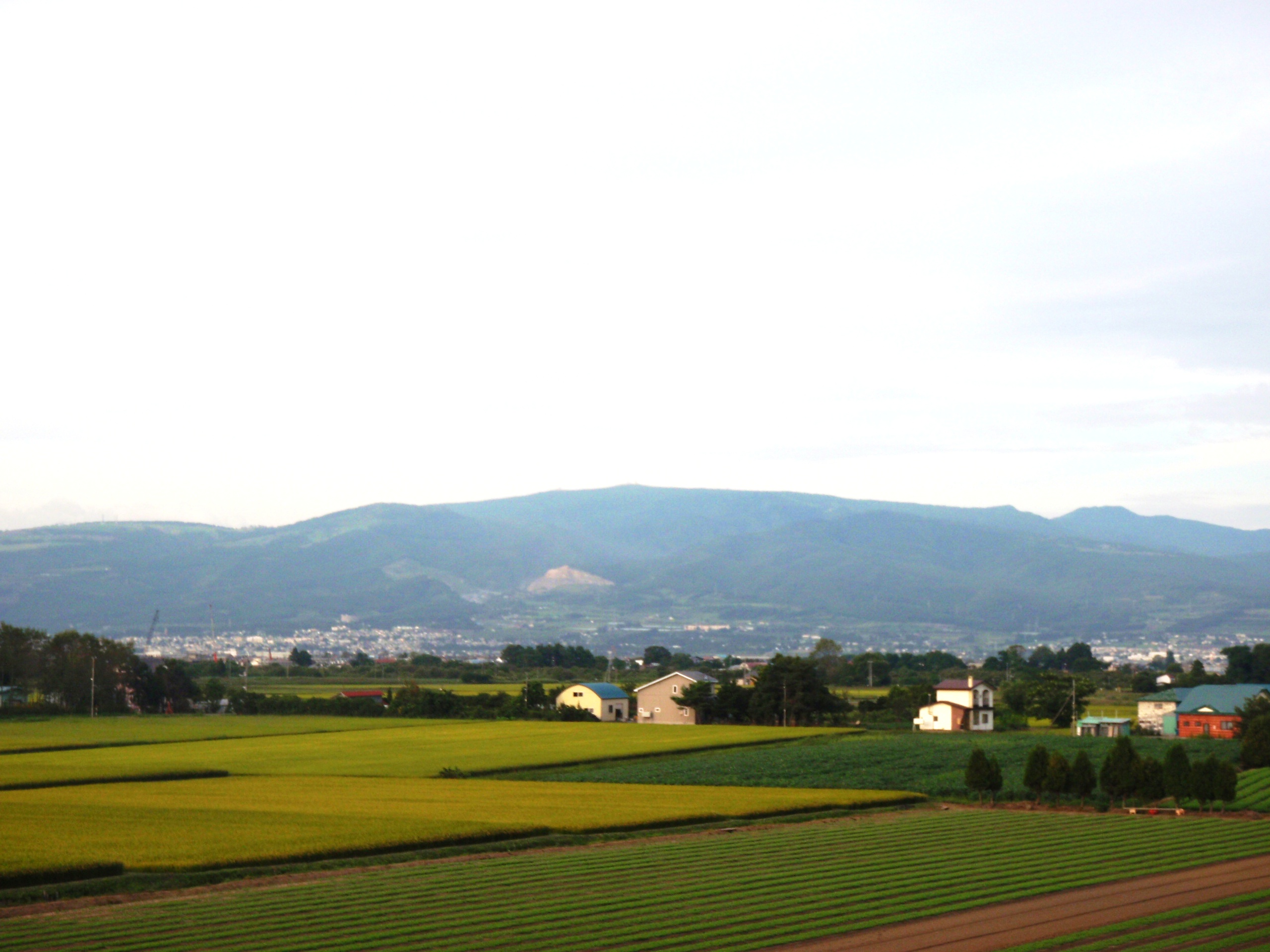
横津岳

- 水無海浜温泉
- 大船温泉（下の湯）
- 袴腰岳から眺めた函館市街
- 横津岳

## 参考資料
- “恵山道立自然公園管理指針” (PDF).  北海道 (2001年). 2017年2月10日閲覧。